# Tillandsia vernicosa
Tillandsia vernicosa là một loài thuộc chi Tillandsia. Đây là loài bản địa của Bolivia.

## Giống
- Tillandsia 'Evita'